# 邁爾季薩法爾戰役
邁爾季薩法爾戰役（Battle of Marj al-Saffar）是一場埃及馬木留克蘇丹國與蒙古伊兒汗國之間的戰役，發生於1303年，地點位於大馬士革南方。

蒙古人入侵黎凡特的路線

蒙古人自十三世紀中葉起開始入侵敘利亞，1258年攻破巴格達，但在阿音札魯特戰役敗給馬木留克王朝。十三世紀末蒙古將領合贊再度入侵，在1299年瓦迪哈茲納達爾戰役拿下大馬士革。1303年合贊派出庫特魯沙揮軍南下，與賽義夫丁·薩拉爾率領的馬木留克軍於大馬士革南方激烈交戰。最終馬木留克獲勝，消滅蒙古進攻北非的最後企圖。此後蒙古勢力逐漸退出黎凡特地區。